# Луцинген
Луцинген (њем. Lutzingen) општина је у њемачкој савезној држави Баварска. Једно је од 27 општинских средишта округа Дилинген ан дер Донау. Према процјени из 2010. у општини је живјело 969 становника. Посједује регионалну шифру (AGS) 9773146.

## Географски и демографски подаци
Луцинген се налази у савезној држави Баварска у округу Дилинген ан дер Донау. Општина се налази на надморској висини од 439 метара. Површина општине износи 24,9 km². У самом мјесту је, према процјени из 2010. године, живјело 969 становника. Просјечна густина становништва износи 39 становника/km².